# Ники (партия)
Демократичното патриотично народно движение „Ники“ (на гръцки: Δημοκρατικό Πατριωτικό Λαϊκό Κίνημα «Νίκη»), често съкратено до просто Ники (в превод Победа), е крайнодясна политическа партия в Гърция. Основана е от педагога Димитрис Нациос през 2019 година. На парламентарните избори през юни 2023 година партията получва 3,70% и вкарва 10 депутати в гръцкия парламент, в който формира 7-ма парламентарна група.
Нейните основни програмни позиции се определят като „Вяра, отечество, семейство“, радикално преструктуриране на образованието в гръцките училища, промяна на гръцкото национално законодателство по отношение на имигранти и бежанци и приемане на мерки за решаване на демографския проблем, като подкрепа на многодетни семейства и традиционно семейство. Партията подкрепя Гръцката православна църква и е описвана като „ултрарелигиозна“.[източник? (Поискан днес)]

### История
Партията е основана от учителя по народно образование и теолог Димитрис Нациос на 17 юни 2019 г. в Солун, след подписването на Преспанския договор и един месец преди парламентарните избори през 2019 г. в които той не участва. Той се появи в социологическите проучвания малко преди изборите през май 2023 г. В тези избори, първите, в които участва, тя събра 2,92% от гласовете и остана извън парламента. На изборите през юни тя постигна 3,7% и осигури 10 места. Той събира най-големи проценти в Северна Гърция и конкретно в Македония.
На европейските избори през юни 2024 г. тя събра процент от 4,42% и избра евродепутат Никос Анадиотис в Европейския парламент. 
През ноември 2024 г. в Солун се проведе първият конгрес на Ники, на който беше одобрен актуализираният устав на партията и бяха избрани ръководни органи на партията.
През 2025 г. по време на изборния процес за президент на Република Гърция Ники номинира Костас Кириаку, политически затворник от Северен Епир при режима на Ходжа, както и адвокат и писател. Той се класира четвърти.[източник? (Поискан днес)]

### Идеология и позиции
Ники често е описвана като ултраконсервативна и ултраправославна с вяра, отечество и семейство като основни оси, обаче президентът на партията отрича ляво-дясната политическа дъга, заявявайки, че те не се идентифицират с дясното, лявото или центъра.
Според устава си партията има за цел „да обедини всички гърци , вдъхновени от патриотични и православни чувства за защита на идеалите за свобода и независимост “. Други самореферентни позиции включват защитата на териториалната цялост и националния суверенитет, преструктурирането на образованието, подкрепата на традиционното семейство за справяне с демографския проблем и насърчаването на референдуми по критични въпроси. Освен това партията не приема бивши политици за членове, като призовава обвинените в лошо управление на публични средства и увеличаване на националния дълг да бъдат подведени под отговорност в съда, с цел премахване на „партийното управление“ и гарантиране на независимото функциониране на изпълнителната , законодателната и съдебната власт. 
Партията често се позовава на характеристиките на гръцката нация, които популяризира, като език, история и традиция, докато поставя специален акцент върху образованието, критикувайки определено съдържание на училищните учебници и предубеждавайки писането на нови.  Противопоставя се на сексуалното възпитание в училищата и на абортите. Партията е против осиновяването и брака на ЛГБТ. Той заявява своето противопоставяне на задължителните медицински процедури, като ваксинацията по време на Covid-19 и поставя под въпрос безопасността на тези ваксини.  Партията подкрепи колебливи възгледи относно ваксините по време на пандемията от COVID-19. 
Във външнополитически план партията напълно отхвърля Преспанския договор. Той поддържа неутрално отношение към трети страни, вярвайки, че византийското имперско наследство, православният обединяващ характер, могат да подхранват международен фокус на стабилност и баланс на Балканския полуостров. Той не е съгласен с подкрепата на Гърция за Украйна по отношение на инвазията на Русия, вместо това предпочита неутралитет. Партията е наричана „проруска“.  По отношение на отношенията на Гърция с Турция, партията възприема твърд подход към техните спорове. По време на войната Израел-Хамас партията призова за мир между двете страни и гръцкото правителство да се застъпи за защитата на православните християни, засегнати от конфликта.[източник? (Поискан днес)]

### Партийна структура
Партията се управлява от два органа. Според устава основното тяло е Vouleftirion (Βουλευτήριον), седемчленна група, която гарантира гладкото функциониране на партията в съответствие с нейните уставни принципи. Членовете на Vouleftirion са независими от други органи, не представляват официално партията, не могат да се кандидатират на избори и не получават заплащане. Често се разглежда като конклав на няколко избрани, които не се отчитат пред никого, тъй като самоличността на членовете на Vouleftirion е неизвестна, за разлика от Omaikhmia, чиито членове са известни. Тази липса на прозрачност беше подчертана по време на изборите през юни 2023 г. когато Vouleftirion замени кандидати, избрани от избирателите на изборите през май, с други по свой избор.
Второто тяло е Omaikhmia или Homaichmía (Ομαιχμία или ὁμοαιχμία), група от 28 членове, която публично представлява възгледите и позициите на партията. Президентът на партията действа като говорител на Omaikhmia. Членовете се проверяват за тяхната почтеност, честност, патриотизъм и религиозност, преди да бъдат назначени.[източник? (Поискан днес)]

### Парламентарни групи
- Гръцкият парламент

20-и парламентарен период
След гръцките законодателни избори през юни 2023 г. „Ники“ избра 10 членове на парламента.
- Европейски парламент

10-и Европейски парламент
След Европейските избори през 2024 г. „Ники“ избра един евродепутат.